# Bartošova Lehôtka
Bartošova Lehôtka es un municipio del distrito de Žiar nad Hronom en la región de Banská Bystrica, Eslovaquia, con una población estimada a final del año 2024 de 345 habitantes.
Se encuentra ubicado al noroeste de la región, en el valle del río Hron —un afluente izquierdo del Danubio— y cerca de la frontera con las regiones de Nitra y Trenčín.

## Demografía
| Año        | 1994 | 2004    | 2014    | 2024     |
| ---------- | ---- | ------- | ------- | -------- |
| Población  | 410  | 410     | 384     | 345      |
| Diferencia |      | +1,42 % | −6,34 % | −10,15 % |

| Año        | 2023 | 2024    |
| ---------- | ---- | ------- |
| Población  | 350  | 345     |
| Diferencia |      | −1,42 % |